# DJI
DJI (celým názvem Dà-Jiāng Innovations) je čínská technologická společnost sídlící v Šen-čenu. Vyrábí bezpilotní letadla, také známé jako drony, pro leteckou fotografii a video, kamery nebo stabilizátory kamer. Jejich produkty jsou známé a vyhledávané u amatérských i profesionálních filmařů a jejich nejvyhledávanějším artiklem jsou quadkoptéry řady Mavic.
DJI představovala v březnu 2020 přibližně 70 % světového spotřebitelského trhu s drony. Firemní technologie kamerových dronů je široce používána v hudebním, televizním a filmovém průmyslu. Produkty společnosti byly také používány armádami a policejními složkami a také teroristickými skupinami, přičemž společnost podnikla kroky k omezení přístupu k nim.

## Historie
Společnost DJI byla založena roku 2006 hongkongským studentem Univerzity vědy a technologie Frankem Wangem. Samotný nápad vznikl na studentské koleji, později si Wang spolu s dalšími dvěma spolužáky pronajal malou kancelář v Shenzhenu za hranicemi Hongkongu.
Zpočátku vyvíjeli především součástky, gimbaly a samořídící systémy, až v roce 2013 globálně prorazili s modelem Phantom, prvním dronem pro širokou veřejnost. Ten dále zdokonalovali, orientovali se ale také na další tržní segmenty a vyvíjeli dražší drony pro profesionální použití. Spotřebitelské produkty z portfolia DJI byly přitom s každým rokem menší a nabízely nové užitečné funkce. V roce 2016 uvádí společnost na trh skládací dron Mavic Pro a o rok později Spark, doposud nejmenší dron své kategorie.
V současné době má původně čínská firma pobočky v USA, Evropě i v několika asijských státech. Frank Wang stále působí jako CEO firmy a díky úspěchu svého nápadu je dnes nejmladším asijským tech miliardářem. Drony DJI slaví úspěch ve filmovém odvětví (byly použity např. při natáčení Game of Thrones), průmyslu, zemědělství nebo např. při záchranných akcích nebo požárech (nová řada Mavic Enterprise je vybavena termokamerou). Společnost dále rozšiřuje své aktivity, např. švédská značka Hasselblad, jejíž fotoaparát vzala na měsíc mise Apollo, je od roku 2017 dceřinou firmou DJI.
Podle článku v The Economist z roku 2015 je DJI vedoucí společností v civilním využití dronů.

## Produkty

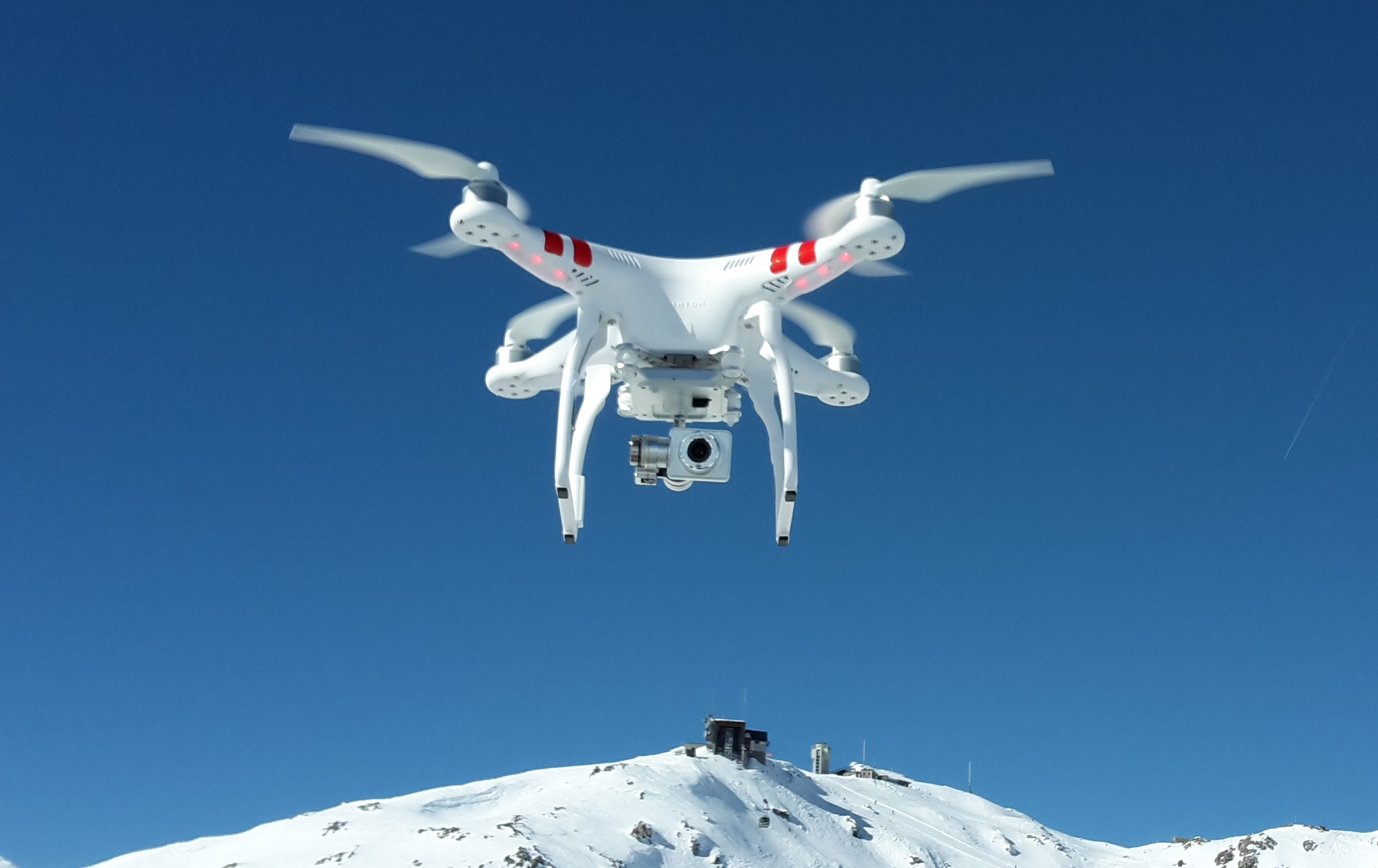
DJI Phantom 2 Vision+

DJI vyrábí množství produktů, mezi které patří bezpilotní letadla, také známé jako drony, pro leteckou fotografii a video, kamery nebo stabilizátory kamery. Tyto produkty jsou určené jak pro amatérské, tak pro profesionální použití.

### Letecké systémy

#### Ovladače letu (Flight controllers)
Mezi jejich vlastnosti patří ovládání multirotorové stabilizace, AI orientace + její signalizace pomocí LED, přistávací procedura, funkce „vrať se domů“, GPS kompas, připojení přes Bluetooth.
- A2
- Naza V2
- Wookong-M
- Naza-M Lite

#### Přídavné moduly (Add-on modules)
Například pro video a akumulátory.
- Lightbridge
- PMU (A2, Wookong, Naza V2, Naza Lite)
- iOSD MARK II
- iOSD mini
- BTU

#### Spotřebitelské kamerové drony

##### Flame Wheel
Multirotorová bezpilotní letadla určená pro leteckou fotografii.
- Flame Wheel F330
- Flame Wheel F450
- Flame Wheel F550

##### Phantom
Quadkoptéra s možností snímání videa a maximální výškou letu 6 000 metrů; novější verze přidaly rozlišení 4K a funkce připojení přes Wi-Fi, Lightbridge k mobilní telefon nebo tablet. Oproti jiným řadám má vyšší výdrž akumulátorových modulů (25–30 minut).
- Phantom 1
- Phantom 2
- Phantom 2 Vision
- Phantom 2 Vision+
- Phantom FC40
- Phantom 3 Standard
- Phantom 3 4K
- Phantom 3 Advanced
- Phantom 3 Professional
- Phantom 3 SE
- Phantom 4
- Phantom 4 Pro
- Phantom 4 Advanced

##### Mavic
Quadkoptéra složitelného designu se senzory, které mj. pomáhají vyhnout se překážkám. Verze Pro byla představena v roce 2016, verze Air v roce 2018. Není specializovaná na točení videa, oproti řadě Phantom disponuje vyššími rychlostmi (29–30 m/s oproti max. 20 m/s u Phantomu)
Řady:
- Mavic Pro
- Mavic Air
- Mavic Mini

###### Mini 3 Pro
Malý dron DJI Mini 3 Pro, byl vydán 10. 5. 2022. Váží méně než 250 gramů, což mu v některých státech umožňuje provoz bez registrace. Jeho ramena osazená vrtulemi lze složit, díky čemuž se uživateli doslova vejde do kapsy. Doba letu na jednu baterii dosahuje až 34 minut. Prodává se se dvěma různými RC ovladači (DJI RC-N1 či DJI RC) Novější varianta má vlastní displej, u staršího plní jeho funkci uživatelův smartphone.
Významným prvkem, který Mini 3 Pro odlišuje od jiných dronů, je jeho schopnost otočit kameru o 90° tak, že video natáčí vertikálně. Tato kamera je vybavena 1/1.3. palcovým CMOS senzorem s 2.4μm pixely a clonou f/1.7, které dohromady zajistí kvalitní obraz i při nízkém osvětlení scény.
Mini 3 Pro je vybaven třísměrovým systémem detekce překážek, což z něj spolehlivě činí nejbezpečnějšího drona z řady Mini. Senzory také pracují s APAS 4.0, systémem umožňujícím detekované překážky obletět bez nutnosti zásahu pilota.
Možnosti využití drona jsou rozšířené i díky inteligentním letovým módům, ve kterých po příslušném vstupu pilota dron samostatně létá a zaznamenává filmové záběry.

##### Inspire
Větší a dražší verze řady Phantom, používaná pro profesionální pořizování videa.
- Inspire 1
- Inspire 1 Pro
- Inspire 2
- inspire 3

##### Spark
Menší, cenově dostupnější kvadrokoptéra určená pro širokou veřejnost.

##### DJI FPV
Svůj historicky první first-person view (FPV) dron, (tedy dron „s pohledem z první osoby“) oznámilo DJI dne 2. 3. 2021 jakožto nový typ hybridního drona, který kombinuje vysokou akceleraci a rychlost závodních dronů s kvalitní kamerkou a také možností drona ovládat pohyby ruky. Dron dokáže zrychlit z 0 na 100 kilometrů v hodině za pouhé dvě vteřiny.

##### Avata
Následník DJI FPV, vážící 410 gramů, DJI Avata byl oznámen dne 25. 8. 2022. Je určen k použití spolu s VR brýlemi DJI Goggles 2. Dron ovšem podporuje i starší DJI FPV Goggles V2. Pro ovládání Avaty se využívá DJI Motion Controller, nicméně je také kompatibilní se starším DJI FPV Remote Controller 2. Doba letu na jednu baterii dosahuje až 18 minut.
Kamera dronu se pyšní 1/1.17 palcovým CMOS senzorem, který umožňuje nahrávat video z ultra širokého zorného pole 155°, a to se clonovým číslem f/2.8. K dispozici je elektronická stabilizace HorizonSteady a Rocksteady 2.0, která přirozeně roztřesený obraz vyhladí a zajistí hladký a plynulý obraz. Ten může být ukládán do D-Cinelike barevného módu, jenž umožňuje pokročilé barvení zaznamenaného materiálu v postprodukci.
Avata je (vzhledem k povaze jejího využití) vybavena bezpečnostními prvky na několika úrovních. Před začátkem využívání dronu při vyšších rychlostech (dostupných v manuálním módu) je vhodné, aby si pilot vyzkoušel jeho ovládání na FPV simulátoru. I opatrní či zkušeni piloti mohou ovšem havarovat. DJI proto vybavil Avatu odolným rámem, který při srážce ochrání její vrtule. Po spadnutí je také možné využít „Turtle mode“, pomocí kterého je Avata sama schopna opět vzletět.

#### Profesionální průmyslové drony

##### Spreading Wings
Velikostně větší hexakoptéra pro profesionální leteckou fotografii, 3D mapping, ale i pořizování výzkumných leteckých snímků, letecké pátrání apod.
- Spreading Wings S800
- Spreading Wings S800 EVO
- Spreading Wings S900
- Spreading Wings S1000

##### Matrice
Menší programovatelný dron s většími možnostmi přizpůsobení, určený pro průmyslové využití.
- Matrice 100
- Matrice 200
- Matrice 210
- Matrice 210 RTK
- Matrice 300
- Matrice 350

##### Agras
Dron určený pro zemědělce a agrikulturní společnosti. Umožňuje monitorovat populaci, hustotu výskytu, rychlost klíčení a další údaje o rostlinách. Je schopný kontrolovat kvalitu setí, porozumět rozdílnosti výnosů v odlišných částech pole, odhadnout dříve výnos, odhalit zloděje a celkově zvýšit výnosový potenciál zemědělské činnosti. Mimo to také může již dnes částečně nahradit činnost tradičních zemědělských strojů, učinit ji efektivnější skrze vyšší utilizaci pesticidů a hnojiv. V neposlední řadě je využití drona „zelenější“ než tradiční zemědělské stroje; jeho využitím dochází k redukcí uhlíkových emisí až o 51,45 kg CO2 na hektar ročně.
- Agras T40

#### Brýle pro virtuální realitu

##### DJI Goggles
VR brýle určené pro ovládání dronů DJI, kombinují několik technologií společnosti, včetně bezdrátového připojení a přenosu obrazu

##### DJI Goggles 2
Druhá verze VR brýlí DJI Goggles je velmi podobná té první; díky čemuž je jejich veškeré příslušenství navzájem kompatibilní (tj. např. antény). Nová verze však přichází s vyšší obnovovací frekvencí displeje (144 Hz místo 120 Hz), mírně vyšším rozlišením (810p oproti 720p) a několika dalšími minoritními zlepšeními.

### Stabilizátory

##### Ronin
Samostatná řada tříosých gimbalů určených pro fotoaparáty a videokamery běžných uživatelů, ale i profesionálů, umožňuje stabilizovat zaznamenávaný obraz. Produkty z řady Ronin díky systému gyroskopů a tří samostatných motorů detekuje pohyby stabilizátoru a pomocí samostatných elektromotorů na tří osách tyto pohyby vyrovnává.
- Ronin
- Ronin-M
- Ronin 2
- Ronin-SC
- Ronin 4D
- RS2
- RSC2

##### Osmo
Kamera s 16Mpx čipem, která využívá smartphone nebo tablet jako „odkuk“. Je schopna natáčet v rozlišení 4K.

### RoboMaster EP
DJI RoboMaster EP (机甲大师 EP) bylo oficiálně vydáno 9. března 2020, i když bylo poprvé zmíněno v reklamě YouTube RoboMaster S1 25. listopadu 2019. Dne 8. srpna 2020 společnost DJI formálně uvedla na trh vylepšenou verzi s názvem RoboMaster EP Core. EP Core, zamýšlený jako protějšek robota Engineer od konkurence, je vybaven chapadlem a četnými infračervenými senzory vzdálenosti, které dokážou detekovat mezi 0,1–10 m (3,9 palce – 32 stop 9,7 palce).
EP podporuje více než 20 senzorů třetích stran a open-source hardware, jako jsou Micro Bit, Arduino a Raspberry Pi.